# De Wildenberg

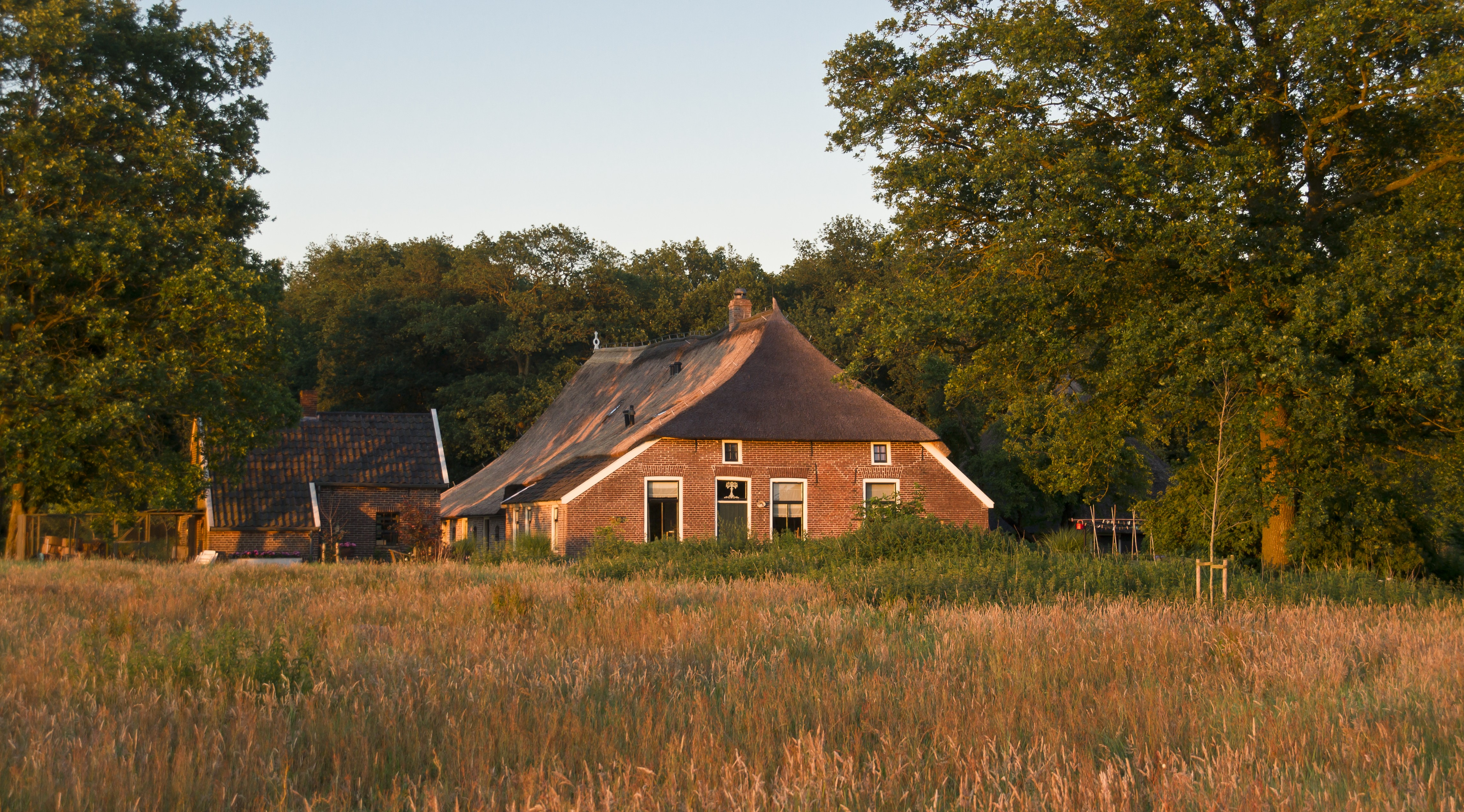
De Wildenberg

De Wildenberg is een Saksische boerderij in het natuurreservaat Wildenberg, dat midden in het Reestdal ligt, een beekdallandschap op de grens van Drenthe en Overijssel.
De rietgedekte boerderij dateert uit de 14e eeuw toen het nog eigendom was van het klooster Dickninge. Na eeuwenlang gebruik door boeren die er hun koeien, varkens, paarden en schapen (in de schaapskooi ernaast) in hadden staan, is de Wildenberg nu gerestaureerd tot vakantieboerderij.
In 2003 werd het pand gerestaureerd.